# Čarodějky (Zeměplocha)
Čarodějky jsou postavy z humoristické série fantasy knih Terryho Pratchetta o Zeměploše.

## Čarodějky
Čarodějek na Zeměploše je několik, ale těch, které knihy významně popisují, je pět. Nejznámější byla Černá Alyssa, známá svou náklonností ke kočkám, romantice, efektům a sladkému mlsu. Avšak špatně to s ní dopadlo, když ji dvě malé děti upekly ve vlastní peci.
V horách Beraní hlavy, v malinkém království Lancre žije Bábi a další čarodějky. Bábi Esmeralda Zlopočasná je vynikající jak svou schopností vtělení se do jiného těla (zapůjčení), tak i znalostí hlavologie, díky níž je v horách Beraní hlavy obávaná.
Další čarodějkou je stařenka Gyta Oggová, nejmilovanější tyran příbuzných v dějinách lidstva. Vládne klanu patnácti dětí a příliš mnoha vnoučat a pravnoučat. Její bezzubé dásně a obrovský kocour Silver jsou mnohem děsivější než Stařenka sama, ale to se neříká.
Další čarodějkou je Magráta Česneková, zastánkyně okultních šperků a sabatů za úplňku. V knize Soudné sestry se zamiluje do královského šaška, později samotného krále Lancre. V knize Dámy a pánové se za něj za dramatických okolností provdá a časem mu porodí holčičku jménem Esmeralda Lancreská (Carpe Jugulum).
V knihách Dámy a pánové a Maškaráda se objeví další adeptka magie, která toto skvělé řemeslo nejprve odmítá. Anežka (Agnes) Nulíčková je tělnaté děvče s ohromujícím hlasem (co do rozsahu i polohy) a spousty kilogramů nadváhy. Má v sobě druhou osobnost jménem Perdita X. V knize Carpe Jugulum si začne s upírem.
Z mladých čarodějek stojí za pozornost ještě Tonička Bolavá z Křídy, se kterou se setkáváme v knihách Svobodnej národ, Klobouk s oblohou, Zimoděj, Obléknu si půlnoc a Pastýřská koruna. Zná se velmi dobře s malými, ale bojovnými Nac Mac Fígly, a i když ještě není dospělá, dokázala už takové věci (třeba se postavit královně elfů s pánví v ruce nebo vyhrát nad nesmrtelným Zlojrojem a sprovodit ho ze světa), že si získala uznání a dokonce jakousi formu náklonnosti Bábi Zlopočasné.
V knihách se vyskytují i další čarodějky, například s Desideráta Dutá, Paní Gogolová, Líza Zlopočasná, babička Stěhovalová, Bystromila Klíšťová, Kmota Vařbujónová, Jasněnka Natřesfaldová a Leticie Našeptávalová.

## Knihy s čarodějkami
- 3. Čaroprávnost
- 6. Soudné sestry
- 12. Čarodějky na cestách
- 14. Dámy a pánové
- 18. Maškaráda
- 23. Carpe Jugulum

Dále se čarodějky vyskytují v části série o Toničce Bolavé (Nac Mac Fíglové)
- 30. Svobodnej národ
- 32. Klobouk s oblohou
- 35. Zimoděj
- 38. Obléknu si půlnoc
- 41. Pastýřská koruna